# 말룽셀렌시

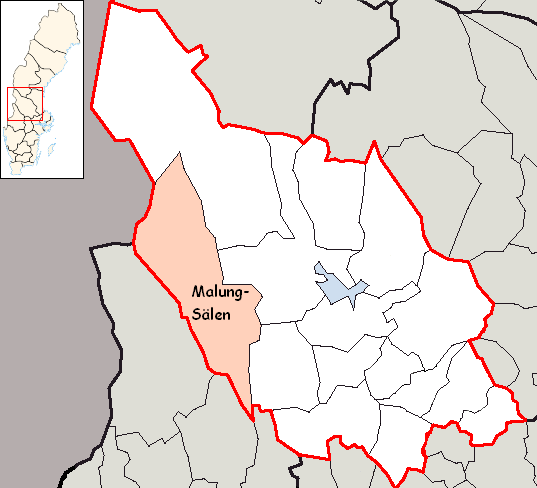
말룽셀렌 시의 위치

말룽셀렌시(스웨덴어: Malung-Sälens kommun)는 스웨덴 달라르나주에 위치한 지방 자치체로 행정 중심지는 말룽이며 면적은 4,312.49km2, 인구는 10,091명(2016년 12월 31일 기준), 인구 밀도는 2.3명/km2이다. 2007년까지는 말룽 시라는 이름을 사용했다.

시 문장